# Peter Forsskål
Peter Forsskål (también Pehr Forsskål, Peter Forskaol, Petrus Forskål o Pehr Forsskåhl; 11 de enero de 1732, Helsinki; † 11 de julio de 1763, Yerim, Yemen) fue un naturalista, explorador y orientalista sueco, uno de los diecisiete apóstoles de Linneo.

## Vida
Estudiaba en Upsala como alumno de Linneo, y luego en Universidad de Gotinga de Johann David Michaelis.
En 1760 se une a la expedición danesa a la península arábica bajo la dirección de Carsten Niebuhr. En Yemen colecta y describe una serie de plantas y animales. Allí muere de paludismo en 1763.
En 1767, Niebuhr regresa a Copenhague como único sobreviviente de la expedición y publica los datos recolectados y una recensión de la campaña. Pertenece a los trabajos de Forsskåls, lo que aparece en 1775 como Descriptiones Animalium - Avium, amphiborum, insectorum, vermium quæ in itinere orientali observavit Petrus Forskål. El mismo año aparece un índice de las plantas de Yemen y Egipto: Flora Ægyptiaco-Arabica sive descriptiones plantarum quas per Ægyptum Inferiorem et Arabiam felicem detexit, illustravit Petrus Forskål.

## Taxones dedicados
Género
- Forsskaolea L. se lo dedicó Linneo.[1][2]

Especies
- (Euphorbiaceae) Chamaesyce forsskaolii (J.Gay) Figueiredo[3]

## Obra
- Resa till lyklige Arabien. 1950
- Gedanken über die Bürgerfreiheit [sueco 1759], in: Jahrbuch für finnisch-deutsche Literaturbeziehungen, 2006: 35-39 (alemán)
- Flora Aegyptiaco-Arabica. 1775
- Icones rerum naturalium. 1776

## Abreviatura (zoología)
La abreviatura Forsskål  se emplea para indicar a Peter Forsskål como autoridad en la descripción y taxonomía en zoología.